# Anna Barbara Zellweger-Zuberbühler
Anna Barbara Zellweger-Zuberbühler (* 27. Mai 1775 in Speicher; † 27. November 1815 in Trogen; heimatberechtigt in ebenda) war eine Schweizer Kaufmannsfrau und Angehörige der Patrizierfamilie Zellweger aus dem Kanton Appenzell Ausserrhoden.

## Leben

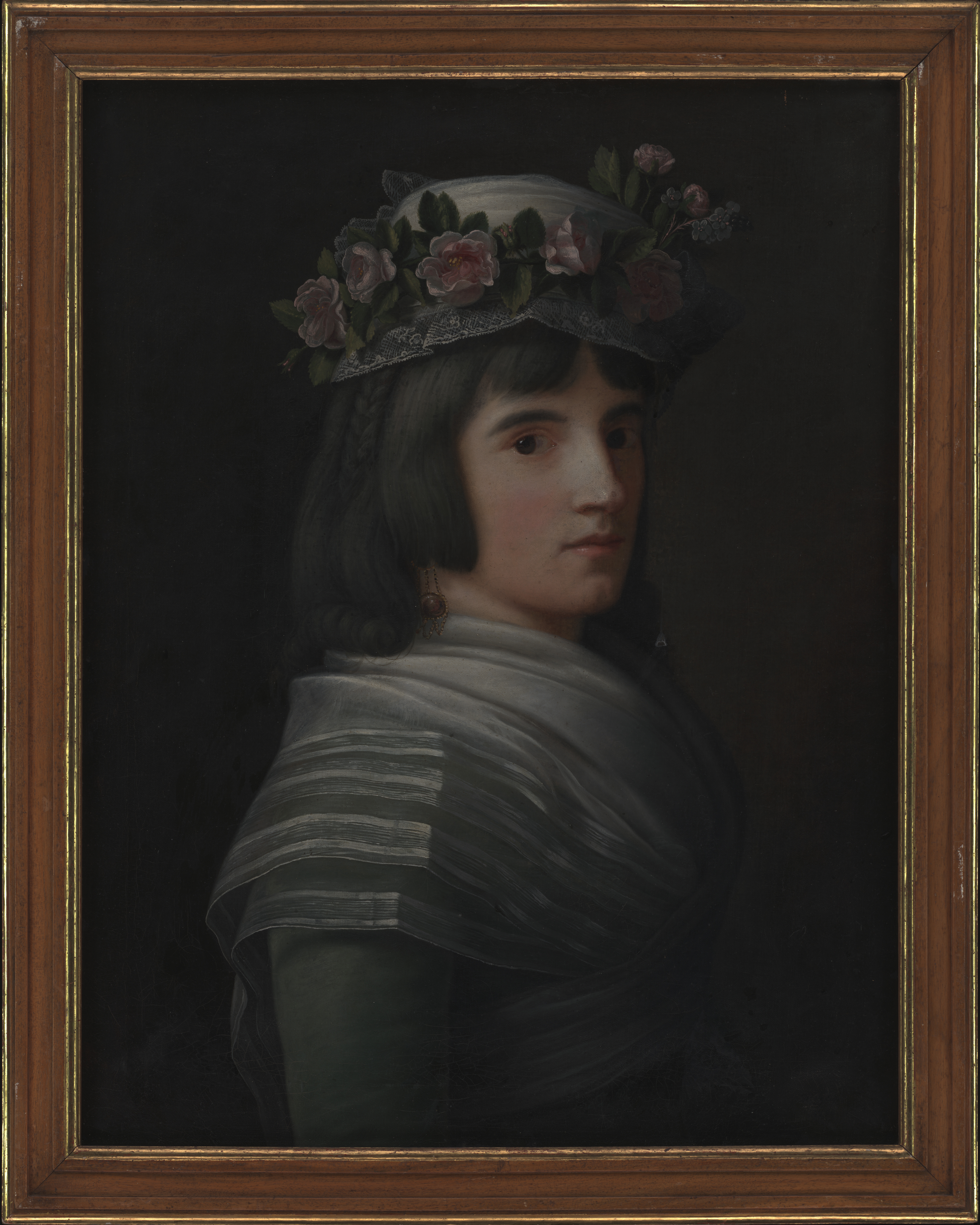
Porträt von Anna Barbara Zellweger-Zuberbühler, 1794, gemalt von Felix Maria Diogg, Kantonsbibliothek Appenzell Ausserrhoden

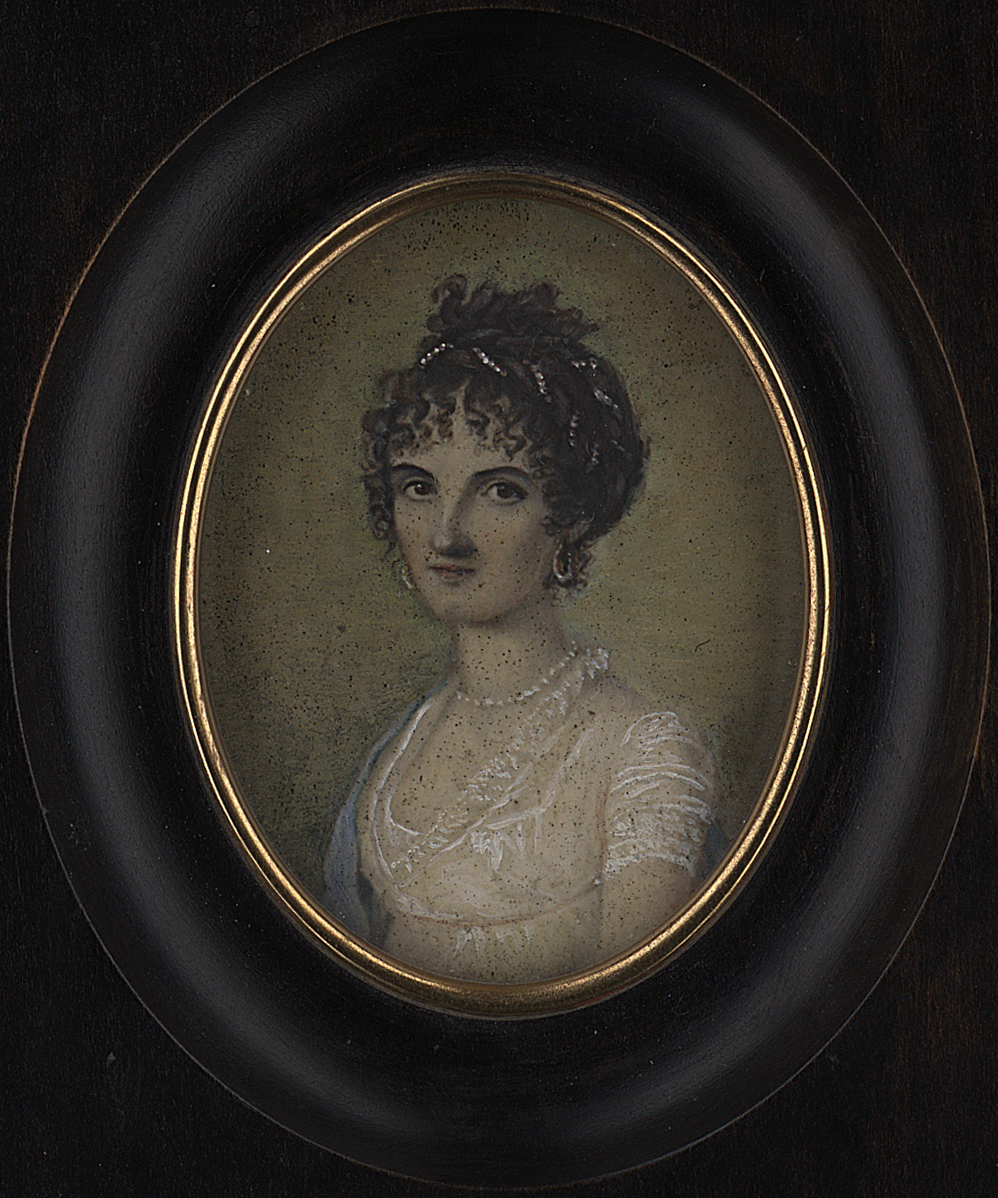
Porträt von Anna Barbara Zellweger-Zuberbühler anlässlich der Krönung von Napoleon Bonaparte in Paris 1804, Kantonsbibliothek Appenzell Ausserrhoden

Anna Barbara Zuberbühler kam als zweitgeborene Tochter des Arztes und Ratsherrn Johann Georg Zuberbühler und der Katharina Barbara Tobler in Speicher zur Welt. Sie war die Enkelin des Arztes und Landammanns Johann Jakob Zuberbühler und ältere Schwester des Johann Ulrich Zuberbühler, Kaufmanns und Ratsherrn in Speicher. Als Zehnjährige verlor sie ihren Vater. Nachdem ihre Schwester Catharina Barbara Zuberbühler 1791 den späteren Garnhändler und Landeszeugherrn Michael Tobler geheiratet hatte, vermählte sich Zuberbühler 1793 mit Jakob Zellweger. Ihr Ehemann führte ab 1792 mit seinem Vater Johannes Zellweger und zwei Brüdern, darunter dem späteren Philanthropen Johann Caspar Zellweger, ein Textilfernhandelsgeschäft in Trogen und Genua. Er war zwischen 1802 und 1818 Landammann von Appenzell Ausserrhoden und als Diplomat für die Eidgenossenschaft tätig. Ab dem ersten Jahrzehnt des 19. Jahrhunderts lebten beide Schwestern mit ihren Familien in Trogen.
Aus der Zeit von 1795 bis zu ihrem Tod 1815 sind 120 Originalbriefe und rund 80 Abschriften verschollener Briefe zwischen den Eheleuten überliefert. Die gebildete Briefpartnerin begegnete in diesem Briefwechsel ihrem Mann auf Augenhöhe, war seine persönliche Beraterin und vertrat eine eigenständige politische Meinung. 1804 kommentierte sie etwa mit spitzer Feder die Kaiserkrönung Napoleons in Paris, der sie zusammen mit ihrem Mann und der eidgenössischen Gesandtschaft beiwohnte.
Die Familie Zellweger liess von 1802 bis 1805 von Konrad Langenegger ein repräsentatives Wohn- und Geschäftshaus am Landsgemeindeplatz in Trogen errichten, dessen Bau Anna Barbara Zellweger-Zuberbühler leitete. Der Baubeginn fiel in die Wintermonate 1802 und 1803, als ihr Mann mit einer Gruppe Föderalisten, darunter Alois von Reding, auf der Festung Aarburg inhaftiert war. Zellweger war als Gastgeberin und Gesellschafterin allseits beliebt. Neben den Repräsentationspflichten beaufsichtigte sie alle Arbeiten im Haushalt sowie in der angeschlossenen Landwirtschaft und betreute die Kinder.
In 22 Ehejahren brachte sie sechs Knaben und elf Mädchen zur Welt. Nur acht dieser Kinder erreichten das Erwachsenenalter. 1815 starb sie im Kindbett des 17. Kindes.